# 2010년 FIFA 월드컵 경고 기록
다음은 2010년 FIFA 월드컵의 각종 경고 기록이다.

## 경기 기록

### 조별 리그

#### A조
- 남아프리카 공화국 : 카기소 디카코이 (2회), 테스포 마실레라, 스티븐 피에나르
- 멕시코 : 이프라인 후아레스, 헤라르도 토라도 (2회), 기예르모 프랑코, 엑토르 모레노, 프란시스코 로드리게스, 하비에르 에르난데스, 이스라엘 카스트로
- 우루과이 : 마우리시오 빅토리노, 니콜라스 로데이로, 디에고 루가노, 호르헤 푸실레
- 프랑스 : 파트리스 에브라, 프랑크 리베리, 제레미 툴라랑 (2회), 에리크 아비달, 아부 디아비

#### B조
- 대한민국 : 염기훈, 이청용, 김남일
- 그리스 : 바실리스 토로시디스, 소크라티스 파파스타토풀로스, 알렉산드로스 치올리스, 요르기오스 사마라스, 코스타스 카추라니스
- 아르헨티나 : 호나스 구티에레스 (2회), 하비에르 마스체라노, 가브리엘 에인세, 마리오 볼라티
- 나이지리아 : 루크만 하루나, 치네두 오그분케 오바시 (2회), 빈센트 엔예야마, 아일라 유수프

#### C조
- 잉글랜드 : 제임스 밀너, 제이미 캐러거 (2회), 스티븐 제라드, 글렌 존슨
- 미국 : 스티븐 체룬돌로, 제이 드메릿, 로비 핀들리 (2회), 조지 앨티도어
- 알제리 : 압델카데르 게잘, 하산 옙다 (2회), 메드히 라센 (2회), 안타르 야히아
- 슬로베니아 : 알렉산다르 라도사블리예비치, 안드레이 코마츠, 보슈찬 체사르, 마르코 슐레르, 안드라주 키름, 보얀 요키치 (2회), 발테르 비르사, 즐라트코 데디치

#### D조
- 세르비아 : 니콜라 지기치, 알렉산다르 루코비치 (2회), 즈드라브코 쿠즈마노비치, 알렉산다르 콜라로프, 브라니슬라프 이바노비치, 네벤 수보티치, 네마냐 비디치, 밀로시 닌코비치
- 가나 : 이삭 보르샤, 프린스 타고, 리 애디, 조너선 멘사, 앤서니 아난, 앙드레 아유
- 독일 : 메수트 외질, 카카우, 미로슬라프 클로제, 사미 케디라, 필리프 람, 바스티안 슈바인슈타이거, 토마스 뮐러
- 오스트레일리아 : 크레이그 무어 (2회), 루커스 닐, 칼 발레리, 마이클 뷰챔프, 루크 윌크셔, 브렛 에머턴

#### E조
- 네덜란드 : 나이젤 더 용, 로빈 판 페르시, 그레고리 판 데르 비얼, 디르크 카윗, 라파얼 판 데르 파르트, 히오바니 판 브롱크호르스트
- 덴마크 : 시몬 키예르 (2회), 토마스 쇠렌센, 페르 크뢸드룹, 크리스티안 포울센, 니클라스 벤트네르
- 일본 : 아베 유키, 엔도 야스히토, 나가토모 유토
- 카메룬 : 니콜라 은클루 (2회), 세바스티앵 바송, 스테판 음비아 (2회)

#### F조
- 이탈리아 : 마우로 카모라네시, 파비오 칸나바로, 조르지오 키엘리니, 파비오 콸리아렐라
- 파라과이 : 훌리오 세사르 카세레스 (2회), 엔리케 베라, 로케 산타 크루스
- 뉴질랜드 : 토니 록헤드, 윈스턴 레이드, 로리 폴론, 토미 스미스, 라이언 넬센 (2회)
- 슬로바키아 : 즈데노 슈트르바 (2회), 얀 듀리차, 스타니슬라우 셰스타크, 블라디미르 바이스, 로베르트 비테크, 피터 페카리크, 얀 무하

#### G조
- 코트디부아르 : 디디에 조코라, 기 드멜, 시아카 티에네, 카데르 케이타, 셰이크 티오테
- 포르투갈 : 크리스티아누 호날두, 페드루 맨데스, 우구 알메이다, 두다, 티아구 멘데스, 페페, 파비우 코엔트랑
- 브라질 : 하미리스, 카카, 루이스 파비아누, 주앙 시우베이라 두스 산투스, 펠리피 멜루
- 조선민주주의인민공화국 : 박철진, 홍영조

#### H조
- 온두라스 : 윌슨 팔라시오스 (2회), 다닐로 투르시오스, 에밀리오 이사기레, 다비드 수아소, 오스만 차베스
- 칠레 : 카를로스 카르모나 (2회), 마티아스 페르난데스 (2회), 움베르토 수아소, 왈도 폰세 (2회), 게리 메델  (2회), 호르페 발디비아, 마르코 에스트라다
- 스페인 : 없음
- 스위스 : 스테판 그리히팅, 레토 치글러, 디에고 베날리오, 하칸 야킨, 블레즈 은쿠포, 트란퀼로 바르네타, 괴칸 인러, 젤송 페르난드스

### 결선 토너먼트

#### 16강전
- 대한민국 : 김정우
- 우루과이 : 없음
- 미국 : 리카르도 클라크, 스티븐 체룬돌로 (2회), 카를로스 보카네그라
- 가나 : 조너선 멘사 (2회), 앙드레 아유 (2회)
- 독일 : 아르네 프리드리히
- 잉글랜드 : 글렌 존슨 (2회)
- 아르헨티나 : 없음
- 멕시코 : 라파엘 마르케즈
- 네덜란드 : 아르연 로번, 마르턴 스테켈렌뷔르흐
- 슬로바키아 : 유라이 쿠츠카, 카밀 코푸네크, 마르틴 스크르텔
- 파라과이 : 크리스티안 리베로스
- 일본 : 마쓰이 다이스케, 나가토모 유토 (2회), 혼다 케이스케, 엔도 야스히토 (2회)
- 브라질 : 카카 (2회), 하미르스 (2회)
- 칠레 : 아르투로 비달, 이스마엘 푸엔테스, 로드리고 미야르
- 스페인 : 사비 알론소
- 포르투갈 : 티아구 멘데스 (2회)

#### 8강전
- 네덜란드 : 욘 헤이팅아, 그레고리 반 데르 비엘 (2회), 나이젤 더 용, 안드레 오이여르
- 브라질 : 미셰우 바스투스
- 우루과이 : 호르헤 푸실레 (2회), 에지디오 아레발로, 디에고 페레스
- 가나 : 존 판트실, 한스 사르페이, 존 멘사
- 아르헨티나 : 니콜라스 오타멘디, 하비에르 마스체라노 (2회)
- 독일 : 토마스 뮐러 (2회)
- 파라과이 : 빅터 카세레스, 안토닌 알카라즈, 클라우디오 모렐 로드리게스, 조나단 산타나
- 스페인 : 제라르드 피케, 세르히오 부스케츠

#### 준결승전
- 네덜란드 : 베슬러이 스네이더르, 할리드 불라루즈, 마르크 판 보멀
- 우루과이 : 막시밀리아노 페레이라, 카세레스
- 독일 : 없음
- 스페인 : 없음

#### 3·4위전
- 우루과이 : 디에고 페레즈 (2회)
- 독일 : 데니스 아오고, 카카우 (2회), 아르네 프레드리히

#### 결승전
- 네덜란드 : 로빈 판 페르시, 마르크 판 보멀, 나이젤 더 용, 히오바니 판 브롱크호르스트, 욘 헤이팅아, 아르연 로번, 그레고리 반 데르 비엘, 요리스 마테이선
- 스페인 : 카를레스 푸욜, 세르히오 라모스, 호안 카프데빌라, 안드레스 이니에스타, 사비 에르난데스

## 퇴장 기록

### 조별 리그
- 남아프리카 공화국 : 이투멜렝 쿤
- 우루과이 : 니콜라스 로데이로
- 프랑스 : 요앙 구르퀴프
- 나이지리아 : 사니 카이타
- 알제리 : 압델카데르 게잘, 안타르 야히아
- 세르비아 : 알렉산다르 루코비치
- 독일 : 미로슬라프 클로제
- 오스트레일리아 : 팀 케이힐, 해리 큐얼
- 브라질 : 카카
- 스위스 : 발론 베흐라미

### 결선 토너먼트
- 포르투갈 : 히카르두 코스타
- 브라질 : 펠리피 멜루
- 우루과이 : 루이스 수아레스
- 네덜란드 : 욘 헤이팅아

## 심판 경고 기록
| 심판                       | 경기 | 퇴장 | 경고 | 레드 카드              | PK 허용 |
| -------------------------- | ---- | ---- | ---- | ---------------------- | ------- |
| 랍샨 이르마토프            | 5    | 0    | 16   |                        |         |
| 니시무라 유이치            | 4    | 2    | 17   | 바로 퇴장 1 2차 경고 1 | 1       |
| 엑토르 발다시              | 4    | 2    | 14   | 바로 퇴장 1 2차 경고 1 | 1       |
| 호르헤 라리온다            | 4    | 0    | 14   |                        |         |
| 빅토르 카사이              | 4    | 0    | 9    |                        |         |
| 올레가리우 벵케렌사        | 3    | 1    | 12   | 바로 퇴장 1            | 2       |
| 프랑크 더 블레이케러       | 3    | 1    | 16   | 2차 경고 1             |         |
| 카를로스 바트레스          | 3    | 1    | 14   | 2차 경고 1             | 3       |
| 알베르토 운디아노 마옝코   | 3    | 1    | 14   | 2차 경고 1             | 2       |
| 하워드 웹                  | 4    | 1    | 31   | 2차 경고 1             |         |
| 베니토 아르춘디아          | 3    | 0    | 13   |                        |         |
| 볼프강 슈타르크            | 3    | 0    | 9    |                        |         |
| 마르코 안토니오 로드리게스 | 2    | 2    | 9    | 바로 퇴장 1 2차 경고 1 |         |
| 오스카르 루이스            | 2    | 2    | 5    | 바로 퇴장 2            |         |
| 칼릴 알 감디               | 2    | 1    | 15   | 바로 퇴장 1            | 1       |
| 스테판 라누아              | 2    | 1    | 8    | 2차 경고 1             |         |
| 로베르토 로세티            | 2    | 1    | 5    | 바로 퇴장 1            | 1       |
| 파블로 포소                | 2    | 0    | 9    |                        | 1       |
| 제롬 데이먼                | 2    | 0    | 9    |                        | 1       |
| 카를루스 이우제니우 시몽   | 2    | 0    | 8    |                        |         |
| 에디 메예                  | 2    | 0    | 7    |                        |         |
| 마시모 부사카              | 1    | 1    | 2    | 바로 퇴장 1            | 1       |
| 코만 쿨리발리              | 1    | 0    | 5    |                        |         |
| 마이클 헤스터              | 1    | 0    | 1    |                        |         |
| 총계                       | 63   | 17   | 247  | 바로 퇴장 9 2차 경고 8 | 17      |